# Tinkoff Credit Systems 2007
Questa voce raccoglie le informazioni riguardanti la Tinkoff Credit Systems nelle competizioni ufficiali della stagione 2007.

## Stagione
Come Professional Continental Team, la Tinkoff Credit Systems prese parte alle gare dei Circuiti continentali UCI, in particolare all'UCI Europe Tour.

## Organico

### Staff tecnico
GM=General manager; DS=Direttore sportivo.
|  | Naz.              | Ruolo | Sportivo        |  |  |  |
|  | ----------------- | ----- | --------------- |  |  |  |
|  | Italia (bandiera) | GM    | Stefano Feltrin |  |  |  |
|  | Italia (bandiera) | DS    | Omar Piscina    |  |  |  |
|  | Italia (bandiera) | DS    | Orlando Maini   |  |  |  |
|  | Russia (bandiera) | DS    | Dmitrij Konyšev |  |  |  |

### Rosa
|  | Naz.                   |  | Sportivo                          | Anno |  |  |
|  | ---------------------- |  | --------------------------------- | ---- |  |  |
|  | Italia (bandiera)      |  | Elio Aggiano                      | 1972 |  |  |
|  | Italia (bandiera)      |  | Alessandro Bisolti (tirocinante)  | 1985 |  |  |
|  | Russia (bandiera)      |  | Pavel Brutt                       | 1982 |  |  |
|  | Russia (bandiera)      |  | Il'ja Černeckij                   | 1984 |  |  |
|  | Italia (bandiera)      |  | Salvatore Commesso                | 1975 |  |  |
|  | Italia (bandiera)      |  | Daniele Contrini                  | 1974 |  |  |
|  | Germania (bandiera)    |  | Alexander Gottfried (tirocinante) | 1985 |  |  |
|  | Stati Uniti (bandiera) |  | Tyler Hamilton                    | 1971 |  |  |
|  | Germania (bandiera)    |  | Danilo Hondo                      | 1974 |  |  |
|  | Russia (bandiera)      |  | Michail Ignat'ev                  | 1985 |  |  |
|  | Germania (bandiera)    |  | Jörg Jaksche                      | 1976 |  |  |
|  | Bielorussia (bandiera) |  | Vasil' Kiryenka                   | 1981 |  |  |
|  | Russia (bandiera)      |  | Sergej Klimov                     | 1980 |  |  |
|  | Italia (bandiera)      |  | Ruggero Marzoli                   | 1976 |  |  |
|  | Russia (bandiera)      |  | Anton Mindlin                     | 1985 |  |  |
|  | Russia (bandiera)      |  | Evgenij Petrov                    | 1978 |  |  |
|  | Italia (bandiera)      |  | Bernardo Riccio (tirocinante)     | 1985 |  |  |
|  | Russia (bandiera)      |  | Ivan Rovnyj                       | 1987 |  |  |
|  | Russia (bandiera)      |  | Aleksandr Serov                   | 1982 |  |  |
|  | Spagna (bandiera)      |  | Ricardo Serrano                   | 1978 |  |  |
|  | Russia (bandiera)      |  | Nikolaj Trusov                    | 1985 |  |  |
|  | Germania (bandiera)    |  | Steffen Weigold                   | 1979 |  |  |

## Palmarès

### Corse a tappe
- Rothaus Regio-Tour

4ª tappa (Michail Ignat'ev)
- Ster Elektrotoer

Prologo (Michail Ignat'ev)
9ª tappa (Vasil' Kiryenka)
- Vuelta a Burgos

1ª tappa (Michail Ignat'ev)
5ª tappa (Vasil' Kiryenka)
- Tour of Britain

2ª tappa (Nikolaj Trusov)
5ª tappa (Aleksandr Serov)
- Tour de l'Avenir

9ª tappa (Ivan Rovnyj)
- Tour Méditerranéen

3ª tappa (Michail Ignat'ev)
- Circuit de Lorraine

3ª tappa (Ruggero Marzoli)
5ª tappa (Jörg Jaksche)
Classifica generale (Jörg Jaksche)
- Tour de Langkawi

9ª tappa (Pavel Brutt)

### Corse in linea
- Gran Premio di Chiasso (Pavel Brutt)
- Trofeo Laigueglia (Michail Ignat'ev)

## Classifiche UCI

### UCI Europe Tour
Individuale
Piazzamenti dei corridori della Tinkoff nella classifica dell'UCI Europe Tour 2007.
| Pos. | Ciclista           | Punti |
| ---- | ------------------ | ----- |
| 11   | Michail Ignat'ev   | 349,5 |
| 59   | Pavel Brutt        | 181   |
| 68   | Jörg Jaksche       | 174   |
| 80   | Vasil' Kiryenka    | 159,5 |
| 118  | Ricardo Serrano    | 128,5 |
| 156  | Evgenij Petrov     | 99,5  |
| 173  | Nikolaj Trusov     | 90    |
| 277  | Ivan Rovnyj        | 65,5  |
| 291  | Sergej Klimov      | 60    |
| 414  | Ruggero Marzoli    | 41    |
| 566  | Aleksandr Serov    | 27,5  |
| 712  | Salvatore Commesso | 16    |
| 1108 | Daniele Contrini   | 6     |
| 1260 | Steffen Weigold    | 4     |
| 1424 | Tyler Hamilton     | 1,5   |

Squadra
La Tinkoff chiuse in sesta posizione con 1237,5 punti.